# Selin Oruz
Selin Oruz est une joueuse allemande de hockey sur gazon née le 5 février 1997 à Krefeld. Elle a remporté avec l'équipe d'Allemagne la médaille de bronze du tournoi féminin aux Jeux olympiques d'été de 2016 à Rio de Janeiro.